# Oussama El Azzouzi
Oussama El Azzouzi, född 29 maj 2001 i Veenendaal, Nederländerna, är en marockansk fotbollsspelare.

## Karriär
Oussama El Azzouzi inledde sin seniorkarriär i Emmen 2021. 2022 lämnade han för att spela för Union SG, och 2023 kontrakterdes han av italienska Bologna. Han har Marocko på U23-nivån sedan 2023. Han ingick i det marockanska laget som vid olympiska sommarspelen 2024 i Paris tog brons efter att Marocko besegrat Egypten i bronsmatchen.